# Vattensångare
Vattensångare (Acrocephalus paludicola) är en liten fågel som tillhör familjen rörsångare (Acrocephalidae) som tidigare ingick i den idag uppdelade familjen sångare. Den häckar i kortväxta fuktiga gräsmarker i östra Europa. Vintertid flyttar den till Västafrika. Den ses fåtaligt i Västeuropa under flyttningen. Tillfälligt har den observerats även i exempelvis Skandinavien, med bland annat ett knappt 30-tal fynd i Sverige. Arten har minskat kraftigt i antal och utbredningsområdet fragmenterats. Den anses vara utrotningshotad av IUCN som placerar den i hotkategorin sårbar.

## Kännetecken

### Utseende
Vattensångaren är en medelstor sångare som mäter 11,5–13 centimeter. Den är mycket lik sävsångaren. Adult vattensångare har dock en kraftigare längsstreckad rygg i mörkbrunt. Vidare är undersidan gulbeige och variabelt streckad ljus undersida, medan den adulta sävsångaren alltid är ostreckad. Utöver detta uppvisar vattensångaren ett tydligt gulbeige centralt hjässband. Hanen och honan är lika medan juvenilen är ostreckad på undersidan. Den intar ofta akrobatiska ställningar när den klänger sig fast med fötterna i två olika vasstänglar. 

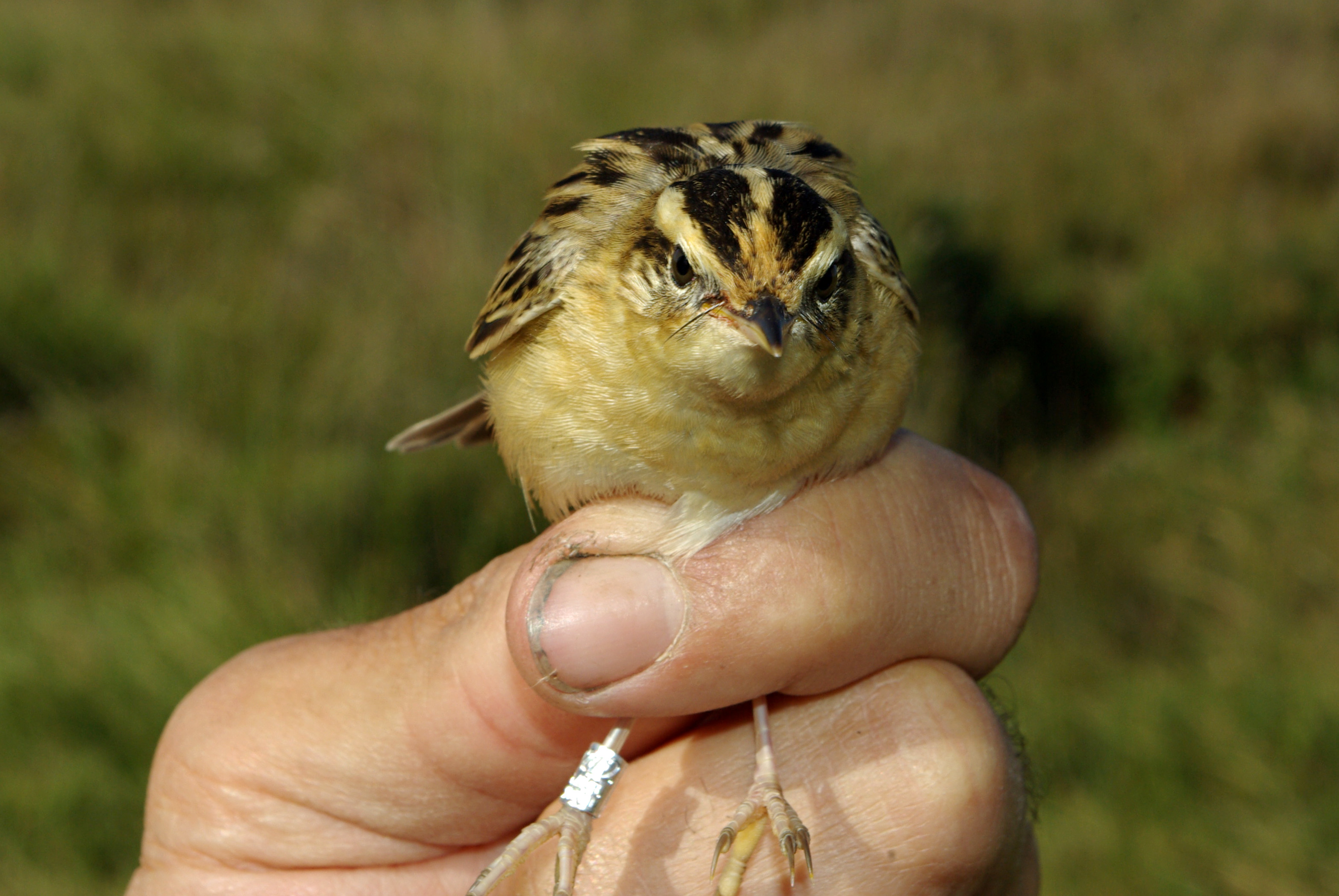
Vattensångare framifrån uppvisar den karakteristiska hjässteckningen.

### Läte
Vattensångaren framför sin sång främst om kvällen fram till skymningen, oftast sittande men sällsynt även i sångflykt. Likt andra arter inom släktet har den en komplex sång med härmningar och påminner om en något långsammare sävsångare. Nästan alla fraser börjar med ett knarrande "trrr" som påminner om dess orosläte.

## Utbredning och systematik
Vattensångaren är en flyttfågel som häckar i tempererade delar av västra Palearktis. Dess utbredningsområde är idag mycket uppbrutet och arten förekommer som häckningsfågel i olika isolerade områden i framför allt Vitryssland, men även nordöstra Tyskland, Polen, Litauen, Litauen och Ukraina. Den förekommer även som häckfågel i sydvästra Sibirien och häckar oregelbundet i sydvästra Ryssland och troligen Lettland, fram tills nyligen även i Österrike och Ungern. Arten är regionalt utdöd i Montenegro, Serbien och Slovakien. Dess främsta häckningsområde utgörs idag av regionen Polesie i södra Vitryssland där 70 % av världspopulationen häckar. 
Fågeln övervintrar i västra Afrika i Senegal, Mali, Ghana och merparten av den europeiska populationen övervintrar i Djoudj fågelreservat i Senegal.. Den har en västlig flyttningsrutt vilket innebär att den regelbundet observeras så långt västerut som Storbritannien under höstflytten. Vårrutten är dåligt känd men har noterats i Marocko och östra Spanien, liksom i norra Italien och Schweiz.
Arten delas inte upp i några underarter men studier visar att en liten population i Pommern har distinkta genetiska skillnader och dessa fåglar kanske också har ett annat övervintringsområde.

### Förekomst i Sverige
Vattensångaren är en mycket sällsynt gäst i Sverige. Första fyndet gjordes 13 oktober 1915 när en död individ hittades nedanför fyren Pater Noster (fyr) i södra Bohuslän. Först 1945 gjordes nästa fynd, av en sjungande fågel i maj i skånska Araslövssjön. Fram till och med 2018 har 28 fynd gjorts i landet, varav 18 har varit individer infångade i samband med ringmärkning och fem har hittats döda efter att ha kolliderat med fyrar.

### Familjetillhörighet och släktskap
Rörsångarna behandlades tidigare som en del av den stora familjen sångare (Sylviidae). Genetiska studier har dock visat att sångarna inte är varandras närmaste släktingar. Istället är de en del av en klad som även omfattar timalior, lärkor, bulbyler, stjärtmesar och svalor. Idag delas därför Sylviidae upp i ett flertal familjer, däribland Acrocephalidae.
Vattensångaren står genetiskt närmast kaveldunsångaren (Acrocephalus melanopogon). Tillsammans är de en del av en grupp med streckade rörsångare där även sävsångare och svartbrynad rörsångare (A. bistrigiceps), möjligen även den mycket sällsynta arten streckad rörsångare (A. sorghophilus).

## Ekologi
Vattensångaren häckar enbart i vidsträckta öppna fuktiga starrängar, där vattendjupet inte överstiger 10 cm och där det är kort vegetation som inte överstiger 30 centimeter. Den föredrar samma typ av biotop i sina övervintringsområden. Som de flesta sångare är den insektsätare men livnär sig även på exempelvis bär.

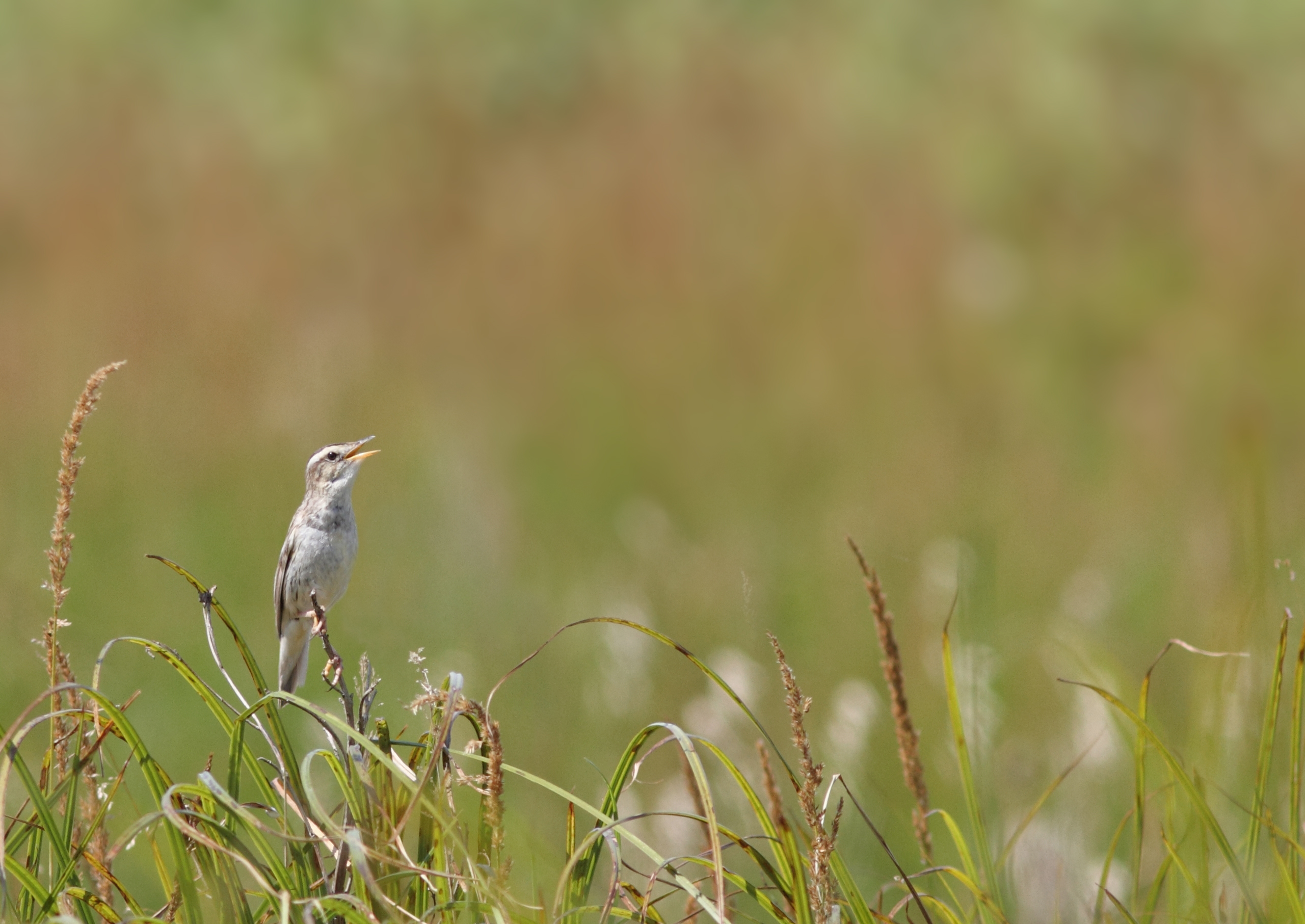
Sjungande vattensångare i typisk miljö.

### Häckning
Vattensångaren bygger ett skålformigt bo och lägger i snitt fyr till sex ägg, men kullar med tre till åtta förekommer. Honan ruvar äggen i 13–15 dygn och enbart honan tar hand om ungarna tills de är flygga efter 13–14 dagar. Arten uppvisar ett mycket promiskuöst häckningssystem, och merparten av hanar och honor har avkomma med flera olika partners.

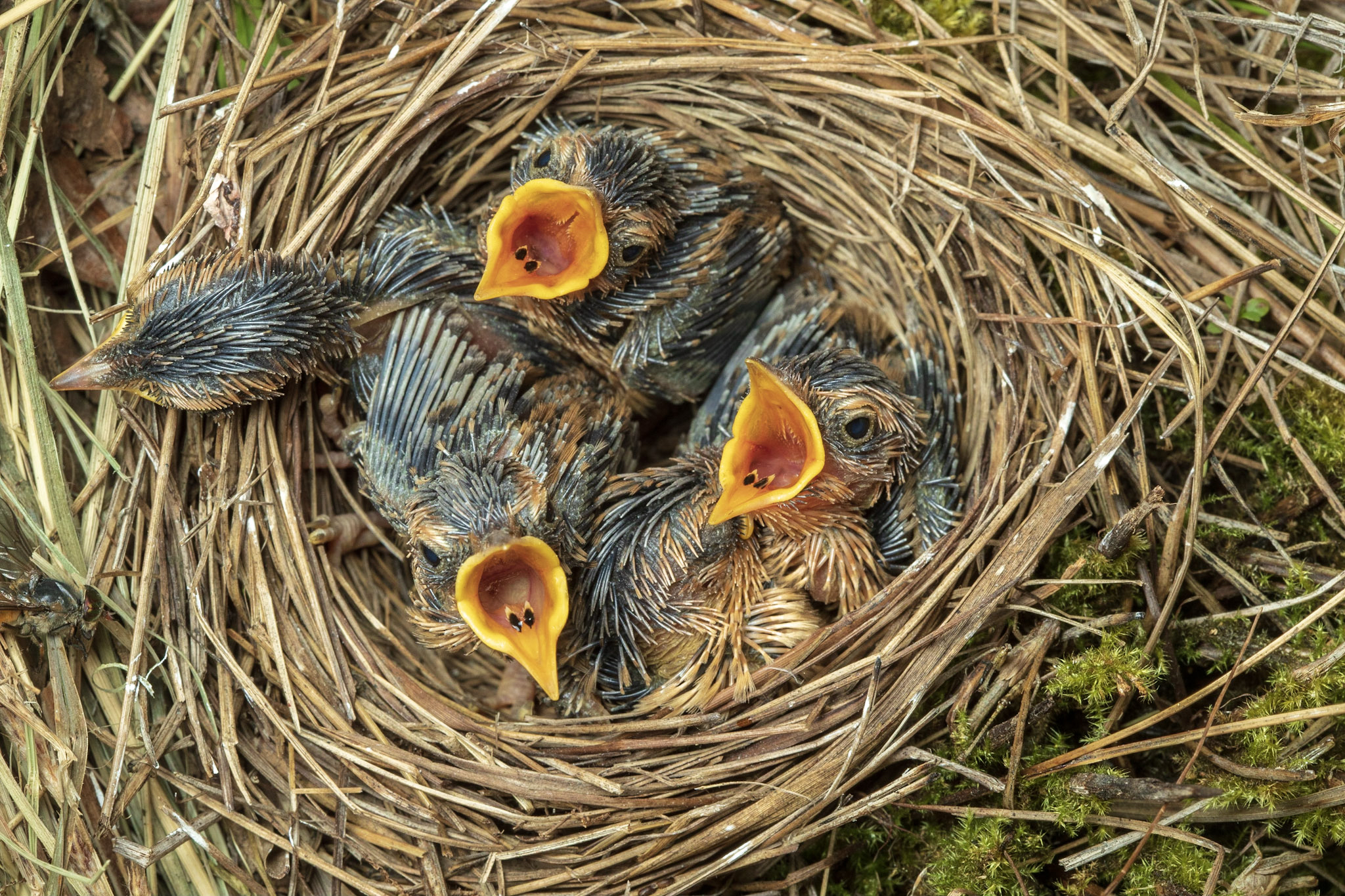
Vattensångarbo med ungar.

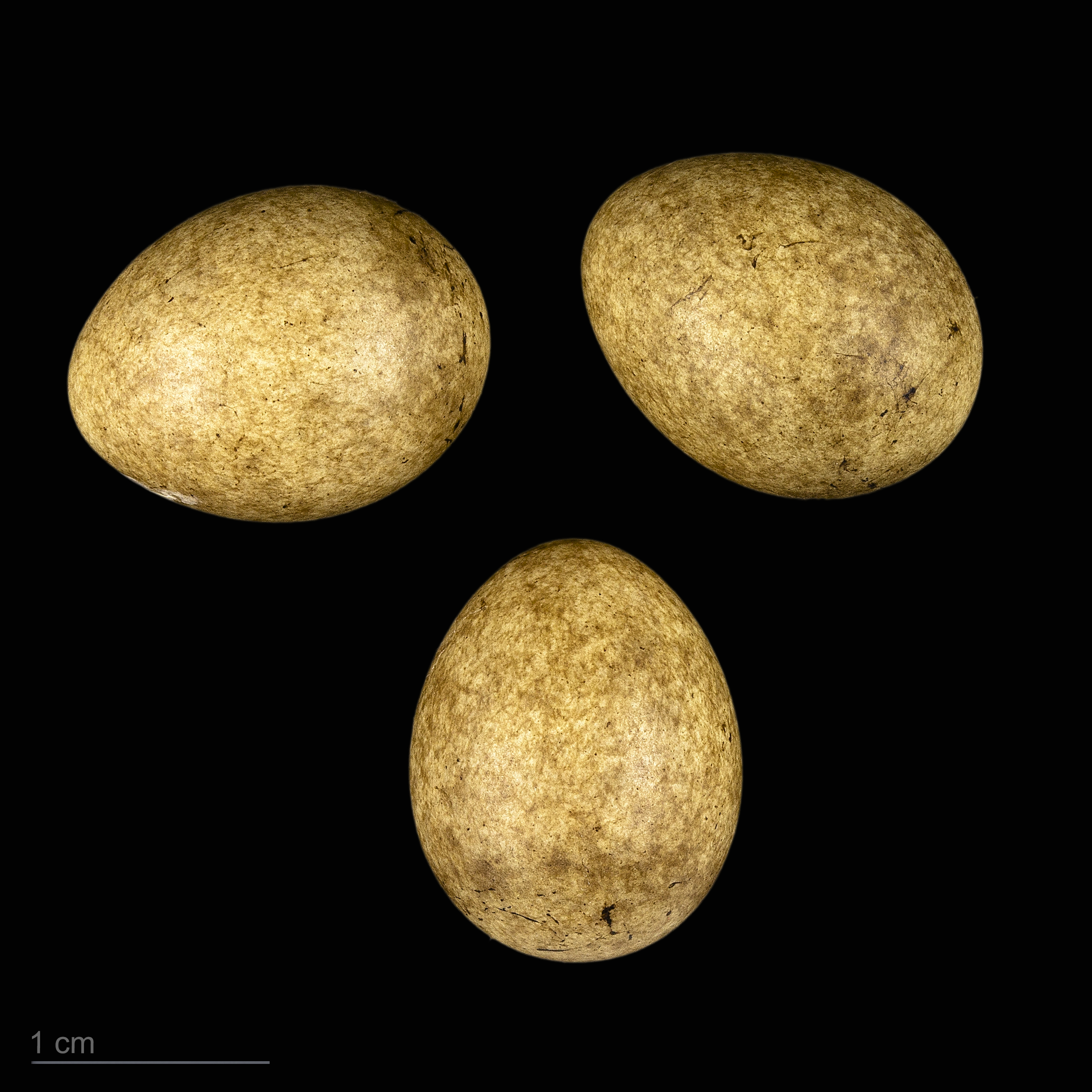
Acrocephalus paludicola

## Status och hot

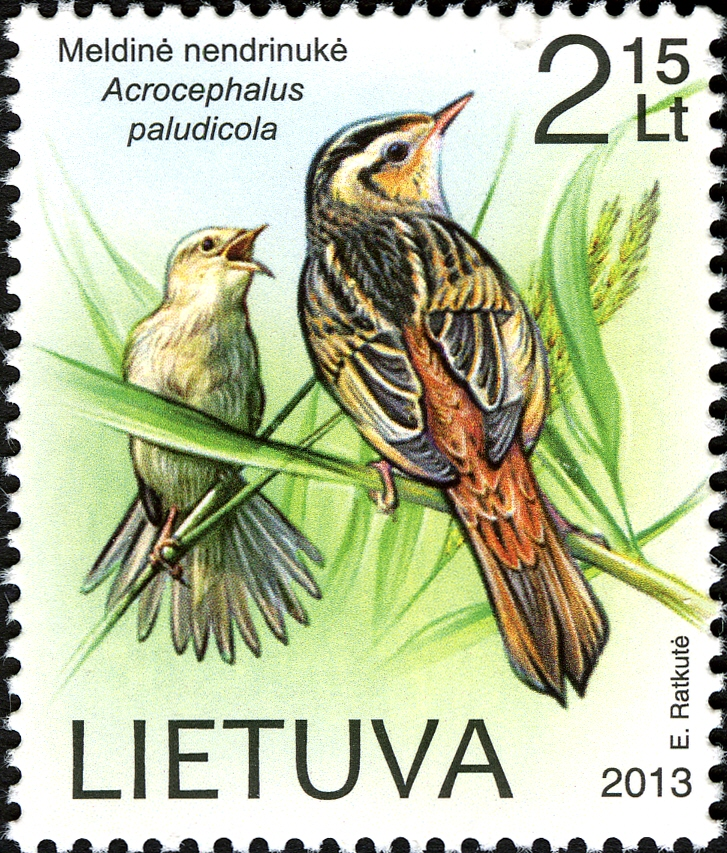
Litauiskt frimärke med vattensångare.

Arten har minskat kraftigt på grund av habitatförstöring, främst i form av utdikning av våtmarker. Trots att det under perioden 1995–2005 upptäcktes flera tidigare okända populationer så bedöms arten som mycket hotad. Populationsminskningen har dock avstannat i Centraleuropa efter intensivt naturskyddsarbete, men populationen är fortfarande i behov av mer skyddsåtgärder. Den genetiskt distinkta populationen i Pommern fortsätter att minska till kritiska nivåer, den ungerska populationen har kollapsat och den lilla sibiriska populationen är förmodligen utdöd. Internationella naturvårdsunionen kategoriserar arten som sårbar (VU). Världspopulationen uppskattas till 18 000–29 000 individer. Hela 99 % av beståndet tros finns i Polen, Belarus och Ukraina.